# Maria Crisi Ginanni

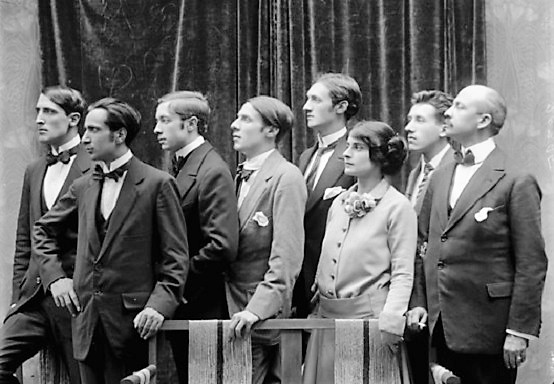
Futuristi italiani: Remo Chiti, Nerino Nannetti, Bruno Corra, Emilio Settimelli, Arnaldo Ginna, Maria Ginanni, Vieri Nannetti, Filippo Tommaso Marinetti

Maria Crisi Ginanni (Napoli, 1891 – Firenze, 1952) è stata una scrittrice e giornalista italiana, esponente del futurismo.

## Biografia
Maria Crisi è nata a Napoli nel 1891. Ha studiato matematica all'Università di Roma, dove ha  frequentato i circoli spiritistici intorno ad Annie Besant e la Società teosofica romana. Ha sposato Arnaldo Ginanni Corradini, pittore, scultore e regista, noto con lo pseudonimo Arnaldo Ginna. A Firenze è entrata in contatto con l'ambiente futurista. Dal 1916 al 1918 ha collaborato come autrice e redattrice alla rivista L'Italia Futurista. Nel 1917 è diventata editrice della collana di libri associata alla rivista. Nello stesso anno ha pubblicato con il nome Maria Ginanni Montagne trasparenti, “una raccolta di prose liriche che raffiguravano paesaggi mentali, stati d'animo, attraverso immagini astratte e cerebrali”. Nella prefazione al libro Emilio Settimelli le ha riconosciuto una relativa indipendenza dal futurismo. In seguito alla pubblicazione del libro Come si seducono le donne di Filippo Tommaso Marinetti nel 1917, Maria Ginanni ha partecipato al dibattito sul ruolo delle donne. Nel 1919 ha pubblicato Il poema dello Spazio.
Negli anni Venti Ginanni si è allontana dal futurismo, avvicinandosi al dannunzianesimo. Dopo aver lasciato Arnaldo Ginna, ha sposato Ludovico Toeplitz, con il quale ha pubblicato nel 1925 Una voce chiama nel deserto e nel 1930 Le pietre di Venezia Oltremare. È morta nel 1953.